# 瓊久柳湖
62°12′20″N 130°37′10″E / 62.2056°N 130.6194°E
瓊久柳湖（俄语：Тюнгюлю），是俄羅斯的湖泊，位於該國東部薩哈共和國，由梅吉諾-坎加拉斯基區負責管轄，面積21.7平方公里，海拔高度134米，集水區面積137平方公里。